# Na dosah (film)
Na dosah (anglicky At Close Range, v češtině také Tváří v tvář smrti) je americké kriminální drama, natočené roku 1986 režisérem Jamesem Foleym. Scénář na motivy skutečné události napsal Nicholas Kazan a hudbu zkomponoval Patrick Leonard, včetně titulní skladby „Live to Tell“ nazpívané Madonnou.
Příběh zachycuje osudy členů zločinecké rodiny, žijících na pensylvánském venkově. Předlohou hlavní postavy se stal vrah a zloděj Bruce Johnston starší, který se svým gangem páchal trestnou činnost v průběhu šedesátých a sedmdesátých let 20. století. Na plátně jej ztvárnil Christopher Walken. Ústředním motivem děje se stal jeho vztah k synovi Bruceovi mladšímu, v podání Seana Penna. V dalších rolích se představili Mary Stuart Mastersonová a Crispin Glover.

## Děj
Brad Whitewood starší (Christopher Walken) je hlavou organizovaného rodinného klanu. Po noční rozepři s otčímem se jej rozhodne vyhledat starší syn na prahu dospělosti Brad mladší (Sean Penn). Přesidluje tak do jeho domu v pensylvánské osadě Hulmeville. Bez práce a perspektivy, s novou 16letou láskou Terry (Mary Stuart Mastersonová), se stává členem gangu, který krade traktory a zaměřuje se na loupeže. Poté, co je přítomen chladnokrevné vraždě místního donašeče a bývalého člena skupiny, rozhoduje se dále nepokračovat a opouští ji.
Aby získal finanční prostředky, naplánuje s polovičním bratrem Tommym (Chris Penn) a kamarády krádež zemědělských strojů. Při odjezdu jsou však zatčeni a uvězněni. Členové party se vyjma Brada dostávají na svobodu díky kauci. Kriminalisté očekávají, že by mohla cela mladíka přimět svědčit proti otci, což odmítá. Brad starší si ovšem není spolehlivostí syna jistý a jako varování znásilňuje mladou Terry. Rozhoduje se také umlčet Bradovi souputníky, kteří by mohli začít povídat a spojit letitý gang s trestnou činností. Neváhá proto zastřelit mladšího syna Tommyho a odklizeni jsou i další mladíci. Když se uvězněný Brad dovídá o znásilnění, rozhoduje se svědčit proti otci. Výměnou za to je propuštěn.
Společně s Terry mají v plánu natrvalo přesídlit k jejím příbuzným a začít nový život. Při odjezdu se však ocitají pod palbou. Mladá dívka umírá a postřelený Brad míří do otcova domu. Nejdříve rozhodnut vraha zastřelit změní názor a po hádce jej na kraji zhroucení předává policii. Uvědomuje si, že je jiný než on a touží, aby otec za vězeňskou branou umíral každý den zbytku svého života.
V soudní síni usedá mladý Brad před porotu a začíná svědčit…

## Obsazení
| Sean Penn                | Bradford „Brad“ Whitewood, mladší |
| Christopher Walken       | Bradford „Brad“ Whitewood, starší |
| Mary Stuart Mastersonová | Terry                             |
| Chris Penn               | Thomas „Tommy“ Whitewood          |
| Tracey Walter            | strýc Patch Whitewood             |
| David Strathairn         | Tony Pine                         |
| Kiefer Sutherland        | Tim                               |
| Crispin Glover           | Lucas                             |
| Millie Perkinsová        | Julie                             |
| Eileen Ryanová           | babička                           |
| R. D. Call               | Dickie                            |
| J. C. Quinn              | Boyd                              |
| Candy Clarková           | Mary Sue                          |
| Jake Dengel              | Lester                            |
| Stephen Geoffreys        | Aggie                             |
| Alan Autry               | Ernie                             |
| Noelle Parkerová         | Jill                              |

## Ocenění
| 36. Berlinale              | Zlatý medvěd               | James Foley za Na dosah           | nominace  |
| ASCAP                      | nejlepší filmová píseň     | Madonna za „Live to Tell“         | vítězství |
| Broadcast Music            | nejlepší filmová píseň     | Patrick Leonard za „Live to Tell“ | vítězství |
| Casting Society of America | nejlepší obsazení ve filmu | Risa Bramon Garcia, Billy Hopkins | nominace  |

## Produkce
Film zachycuje události, které se odehrály v pensylvánských okresech Chester County a Lancaster County. Natáčení však probíhalo na lokacích okresů Franklin County and Spring Hill v Tennessee.

## Události námětu
Námětem se stala trestná činnost pensylvánského gangu vedeného Brucem Alfredem Johnstonem (1939–2002), která započala v šedesátých letech a skončila uvězněním jeho členů v roce 1978 poté, co podal svědectví Bruce Johnston mladší. Skupina vyjma Pensylvánie působila také v unijních státech Maryland a Delaware. Zaměřovala se na širokou škálu loupeží, včetně starožitností a léků.
Součástí gangu byla také skupina mladistvých (Kiddie Gang), která se zaměřovala především na krádeže zemědělské techniky. Její tři členové Jimmy Johnston, Dwayne Lincoln a Wayne Sampson byli 16. srpna 1978 zastřeleni staršími členy na poli v Chester County a uloženi do společného hrobu, a to z obavy před jejich svědectvími. Dne 21. srpna 1978 byl zavražděn i mladík Wayne Sampson pohřešující svého bratra. Čtyři dny poté došlo k propuštění syna šéfa gangu Bruce Johnstona mladšího. Dne 30. srpna byl spolu s přítelkyní Robin Millerovou napaden u auta jejího domova, když se chystali odjet. Patnáctiletá Millerová, s níž udržoval vztah od jara 1978, zemřela okamžitě na střelné zranění krku. Mladík přežil s devíti střelnými zraněními a v kritickém stavu byl transportován. Následně svědčil proti gangu. Dostal se do programu na ochranu svědků, jenž opustil a dále používal původní jméno.
V roce 1981 byl Bruce Johnston starší odsouzen za šest vražd a jeden pokus o vraždu k šesti doživotním trestům. Další rodinní členové, David Johnston a Norman Johnston, pak za čtyři vraždy obdrželi čtyři rozsudky trestu na doživotí.